# Khởi nghĩa Cristero
Khởi nghĩa Cristero (tiếng Tây Ban Nha: Rebelión Cristera) hay La Cristiada là một phong trào đấu tranh rộng khắp tại miền Trung và miền Tây nước México diễn ra từ ngày 3 tháng 8 năm 1926 đến ngày 21 tháng 6 năm 1929 để phản đối việc thi hành các điều khoản thế tục hóa và chống giáo quyền tại Hiến pháp của nước này. Cuộc khởi nghĩa được dấy lên nhằm đáp trả lại một sắc lệnh hành pháp của Tổng thống México đương thời là ông Plutarco Elías Calles (phát âm tiếng Tây Ban Nha: [ˈka.ʝes]), một động thái mà sau này được gọi là đạo luật Calles; theo đó ông yêu cầu điều 130 của Hiến pháp 1917 được thi hành cách nghiêm ngặt hơn. Âm mưu của Tổng thống Calles là loại bỏ quyền lực của Giáo hội Công giáo tại México, của các tổ chức có liên kết với Giáo hội Công giáo México và đàn áp lòng mộ đạo của quần chúng nhân dân.
Cuộc nổi dậy của nông dân ở phía bắc miền Trung nước México được hàng giáo phẩm Công giáo México ngầm ủng hộ bởi và được viện trợ bởi những tín hữu Công giáo ở thành thị. Trong khi đó, quân đội México nhận được sự chống lưng của Hoa Kỳ. Đại sứ Hoa Kỳ tại México là ông Dwight W. Morrow đã làm trung gian trong các cuộc đàm phán giữa chính phủ Tổng thống Calles và Giáo hội Công giáo tại México. Theo đó, chính phủ México chấp nhận thực hiện một số  nhượng bộ và Giáo hội Công giáo đồng ý ngưng hỗ trợ cho lực lượng Cristero, dẫn tới sự kết thúc của cuộc kháng chiến vào năm 1929. Cuộc khởi nghĩa này được nhiều người coi là một sự kiện lớn trong chuỗi các cuộc đấu tranh giữa giáo hội và nhà nước khởi nguồn từ thế kỷ 19 với cuộc Chiến tranh Cải cách, là cuộc nổi dậy lớn cuối cùng của nông dân ở México  sau khi giai đoạn quân sự của Cách mạng México kết thúc vào năm 1920 và là cuộc nổi dậy phản cách mạng của những nông dân giàu có và giới tinh hoa thành thị để chống lại các cuộc cải cách ruộng đất của phong trào cách mạng.

## Bối cảnh

### Xung đột giữa giáo hội México và nhà nước
Cách mạng México là một trong những cuộc xung đột đắt đỏ nhất trong lịch sử México. Sau khi tổng thống Porfirio Díaz bị lật đổ, nhiều phe phái và vùng miền trong nước liên tục tranh giành ảnh hưởng của nhau. Giáo hội Công giáo México và chính phủ của ông Díaz đã ký kết một tạm ước bán chính thức, theo đó nhà nước không xóa bỏ các điều khoản chống giáo quyền trong bản Hiến pháp 1857, tuy nhiên nhà nước México chưa bao giờ thực thi được những điều khoản ấy.  Và vì thế, một sự kiện thay đổi lãnh đạo hay đúng hơn là sự đảo ngược toàn bộ trật tự trước đó là những mối nguy tiềm ẩn đối với vị thế của Giáo hội. Trong thời kỳ mà các hoạt động chính trị ngày càng được dân chủ hóa, đảng Công giáo Quốc gia (Partido Católico Nacional) đã được thành lập.
Sau khi tổng thống Francisco I. Madero bị lật đổ và ám sát trong vụ đảo chính quân sự tháng 2 năm 1913 do tướng Victoriano Huerta cầm đầu và lên làm tổng thống, những người ủng hộ tổng thống Porfirio đã được trao trả lại các chức vụ cũ của mình. Sau cuộc lật đổ tổng thống Huerta vào năm 1914, các đảng viên đảng Công giáo Quốc gia và nhiều chức sắc cấp cao trong giáo hội México đã bị buộc tội cộng tác với chính quyền của tổng thống Huerta, và giáo hội Công giáo phải hứng chịu nhiều sự chống đối cũng như làn sóng chống giáo quyền mãnh liệt của các nhà cách mạng ở miền Bắc. Bè phái của những người theo chủ nghĩa hiến pháp đã thực hiện cách mạng thành công và thủ lãnh của cách mạng là ông Venustiano Carranza đã cho soạn thảo một bản hiến pháp mới, Hiến pháp 1917. Tuy bộ luật cơ bản này đã củng cố những điều khoản chống giáo quyền của Hiến pháp 1857, tổng thống Carranza và người kế nhiệm ông là tướng Alvaro Obregón vì quá bận tâm đến việc đấu tranh với các kẻ thù nội bộ của mình nên đã tỏ ra khoan dung trong việc thực thi các điều khoản chống giáo quyền trong Hiến pháp, đặc biệt ở những vùng mà Giáo hội Công giáo có nhiều quyền lực.
Chính quyền của tổng thống Plutarco Elías Calles tin rằng Giáo hội Công giáo tại México đang thách thức các sáng kiến cách mạng và tính hợp pháp của chính phủ. Và để chống lại ảnh hưởng của Giáo hội, nhiều đạo luật chống giáo quyền đã được thông qua. Điều này đã gây ra một cuộc xung đột tôn giáo kéo dài 10 năm, trong đó quân đội México đã giết chết hàng nghìn thường dân có vũ trang. Một số người coi tổng thống Calles là lãnh đạo của một nhà nước vô thần và xem chương trình của ông như một phương cách tiệt trừ tôn giáo tại México mặc dù vào năm 1925, tổng thống Calles đã ủng hộ việc thành lập Giáo hội Tông truyền Công giáo México độc lập với tòa thánh Vatican và tuân theo các đạo luật chống giáo quyền của chính phủ.

### Hiến pháp 1917 của México
Hội nghị Hiến pháp, do Tổng thống lâm thời Venustiano Carranza triệu tập vào tháng 9 năm 1916, đã soạn thảo ra Hiến pháp 1917 và thông qua bộ luật cơ bản này vào ngày 5 tháng 2 năm 1917. Hiến pháp 1917 được soạn thảo trên cơ sở Hiến pháp 1857 do Tổng thống Benito Juárez thiết lập. Các điều 3, 27, 130 của bản hiến pháp mới hàm chứa các khoản mục thế tục hóa, theo đó chúng giới hạn quyền lực và ảnh hưởng của Giáo hội Công giáo.
Khoản 1 và 2 của Điều 3 quy định rằng: "Ⅰ. Theo các quyền tự do tôn giáo quy định tại Điều 24, các dịch vụ giáo dục phải mang tính thế tục và do đó không có bất kỳ một khuynh hướng tôn giáo nào. Ⅱ. Các dịch vụ giáo dục phải dựa trên cơ sở tiến bộ khoa học và phải đấu tranh chống lại sự ngu dốt, tác động của sự ngu dốt, sự quy phục, sự cuồng tín và thành kiến." Khoản 2 của Điều 27 quy định: "Tất cả các hiệp hội tôn giáo được tổ chức theo Điều 130 và các văn bản lập pháp có liên quan chỉ được phép mua, sở hữu hoặc quản lý các tài sản cần thiết để đạt được các mục tiêu của mình."
Đoạn 1 của Điều 130 ghi rằng: "Các luật lệ quy định tại điều này được thiết lập dựa trên một nguyên tắc mang tính lịch sử, theo đó Nhà nước và các giáo hội là những thực thể độc lập với nhau. Các giáo hội và cộng đoàn tôn giáo phải được tổ chức theo pháp luật."
Hiến pháp cũng buộc các giáo hội và cộng đoàn tôn giáo phải đăng ký tổ chức với chính quyền nhà nước và áp đặt nhiều hạn chế đối với các thầy tế và thừa tác viên thuộc tất cả các tôn giáo như không được phép sở hữu văn phòng tư nhân, không được thay mặt các chính đảng hay ứng cử viên thu hút cử tri trong một chiến dịch bầu cử hay chỉ được thừa kế tài sản từ người thân có cùng dòng máu về trực hệ. Hiến pháp cũng cho phép nhà nước quy định số lượng thầy tế trong một vùng và thậm chí có thể giảm số lượng thầy tế một cách cực đoan; nghiêm cấm các giáo sĩ mặc phẩm phục tôn giáo mình ở bên ngoài ngoài nhà thờ hoặc công trình tôn giáo; và loại trừ những kẻ phạm tội ra khỏi một phiên tòa do bồi thẩm đoàn xét xử. Tổng thống Carranza từng tuyên bố rằng ông không đồng tình với bản thảo sau cùng của các điều 3, 5, 24, 27, 123 và 130, tuy nhiên khi đó trong Hội nghị Hiến pháp chỉ có 85 ủy viên theo khuynh hướng bảo thủ và trung dung – những người có ích đối với bè phái tự do chủ nghĩa của ông, cùng với 132 ủy viên khác với khuynh hướng cấp tiến hơn.
Điều 24 của Hiến pháp 1917 quy định: "Tất cả mọi người có quyền tự do lựa chọn và tuyên xưng niềm tin tôn giáo của mình miễn là niềm tin ấy là hợp pháp và việc làm này không thể bị trừng phạt theo luật hình sự. Hội nghị Hiến pháp không được ủy quyền để thông qua các luật nhằm thiết lập hoặc cấm một tôn giáo cụ thể. Các nghi lễ tôn giáo mang tính chất công cộng, nói chung, phải được cử hành tại các đền thờ. Các nghĩ lễ tôn giáo cử hành ngoài trời thì được điều chỉnh bởi pháp luật."

### Khủng hoảng xảy ra

Phục dựng lá cờ của phong trào Cristero với các dòng chữ "Viva Cristo Rey" và "Nuestra Señora de Guadalupe"

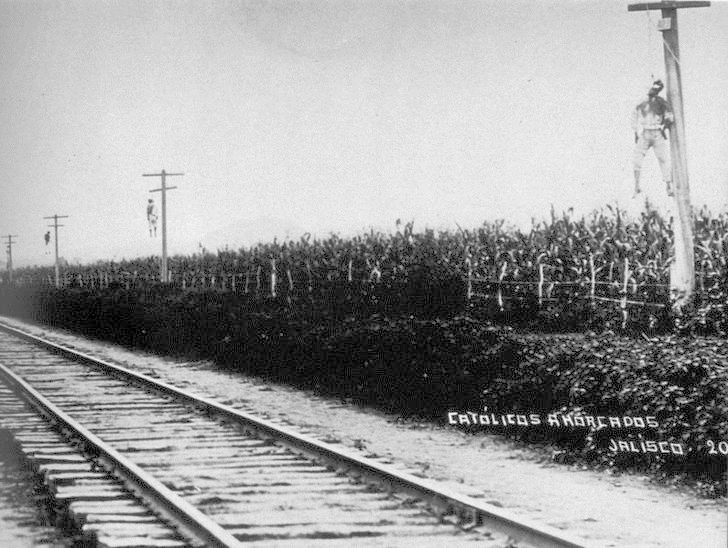
Lực lượng quân sự của Chính phủ treo đầu thị chúng các chiến binh của phong trào Cristero trên các tuyến đường chính trên khắp México, kể cả ở các bang Colima và Jalisco nơi các thi thể bị treo trong một thời gian dài.

Sau một thời gian tồn tại phong trào biểu tình ôn hòa của các tín hữu Công giáo México nhằm phản đối việc thi hành các điều khoản chống giáo quyền tại Hiến pháp, một vài cuộc giao tranh đã nổ ra vào năm 1926 và diễn biến thành nổi dậy vũ trang vào năm 1927. Chính quyền México đương thời gọi các nhóm nổi dậy này là Cristeros lấy từ tước hiệu "Cristo Rey" (n.đ. 'Chúa Kitô Vua') của Chúa Giêsu Kitô, và nhóm nổi dậy đã dùng cái tên này không lâu sau đó. Cuộc khởi nghĩa được biết đến là nhờ các linh mục bị chính quyền México tra tấn rồi giết hại cách công khai – về sau họ đã được Giáo hoàng Gioan Phaolô II tuyên thánh, và Lữ đoàn nữ binh của thánh Jeanne d'Arc – một lữ đoàn phụ nữ nhập lậu súng đạn vào México để hỗ trợ cho các chiến binh. Cuộc khởi nghĩa này đã khép lại nhờ một giải pháp ngoại giao do Đại sứ Hoa Kỳ tại México là ông Dwight W. Morrow làm trung gian cũng như nhờ các gói cứu trợ tài chính và dịch vụ hỗ trợ hậu cần do hội huynh đệ Hiệp sĩ Columbus cung cấp.
Cuộc khởi nghĩa Cristero đã thu hút sự chú ý của Giáo hoàng Piô XI, người đã công bố nhiều thông điệp giáo hoàng từ năm 1925 đến năm 1937. Vào ngày 18 tháng 11 năm 1926, ông đã ra thông điệp Iniquis afflictisque ("Về cuộc bách hại Giáo hội tại México") để tố cáo cuộc bách hại mang tính bạo lực và chống giáo quyền tại México. Bất chấp những lời hứa của chính phủ México, cuộc bách hại đạo Công giáo tại nước này vẫn tiếp diễn. Để đáp trả động thái này, Giáo hoàng Pio XI đã công bố thông điệp Acerba animi ("Về những tâm hồn chai đá") vào ngày 29 tháng 9 năm 1932.

### Bối cảnh
Trong suốt thập niên 1920, nhiều vụ bạo lực với quy mô nhỏ đã nổ ra. Do động thái thông qua và thực thi cách các điều luật hình sự chống giáo quyền cách nghiêm ngặt theo đạo luật Calles, cùng với các cuộc nổi dậy của nông dân ở vùng Bajío cũng như việc cấm đoán người dân tổ chức các lễ hội tôn giáo phổ biến, chẳng hạn như các ngày lễ kính, nên vào năm 1926, các hoạt động du kích rải rác đã tập hợp lại thành một cuộc nổi dậy vũ trang nghiêm trọng chống lại chính phủ.
Vào năm 1910, cuộc cách mạng México dưới sự lãnh đạo của Francisco I. Madero đã diễn ra nhằm đòi lại đất đai cho nông dân và thành công lật đổ Tổng thống Porfirio Díaz. Tháng 11 năm 1911, ông Madero được bầu làm tổng thống, tuy nhiên đến năm 1913 thì ông bị tướng Victoriano Huerta thuộc phe bảo thủ lật đổ và hành quyết trong một chuỗi sự kiện được gọi là Mười ngày Bi thương (tiếng Tây Ban Nha: Decena Trágica). Sau khi tướng Huerta lên nắm quyền, Tổng giám mục tổng giáo phận Morelia là Leopoldo Ruiz y Flóres đã ra một bức thư mục vụ, trong đó ông chỉ trích cuộc đảo chính của tướng này và tuyên bố rằng Giáo hội México sẽ giữ khoảng cách với Tổng thống Huerta. Tờ báo của đảng Công giáo Quốc gia, đại diện cho góc nhìn của các giám mục, đã công kích Tổng thống Huerta cách gay gắt. Động thái này đã khiến cho chủ tịch đảng Công giáo Quốc gia bị chế độ mới giam giữ đồng thời khiến tờ báo của đảng bị đình chỉ xuất bản. Tuy vậy, một số thành viên của đảng này vẫn giữ được chức vụ của mình trong chế độ của Tổng thống Huerta, chẳng hạn như ông Eduardo Tamariz (khi ấy đang giữ chức thư ký Văn phòng Giáo dục công lập). Các tướng lĩnh cách mạng khác như Venustiano Carranza, Francisco "Pancho" Villa và Emiliano Zapata – những người đã đánh bại Quân đội Liên bang của Tổng thống Huerta dựa trên Kế hoạch Guadalupe – có nhiều bạn bè là người Công giáo và linh mục địa phương; tuy vậy các ông cũng khiến trách hàng giáo sĩ Công giáo México cấp cao vì đã ủng hộ tướng Huerta.
Venustiano Carranza là tổng thống đầu tiên nhậm chức sau khi Hiến pháp 1917 được ban hành, tuy nhiên ông đã bị đồng minh cũ của mình là Álvaro Obregón lật đổ vào năm 1919. Álvaro Obregón trở thành tổng thống México và tiến hành thực thi cách hữu hiệu các điều khoản chống giáo quyền tại những nơi mà Giáo hội Công giáo không có nhiều ảnh hưởng. Tình trạng hưu chiến giữa chính quyền México và Giáo hội Công giáo tại nước này chấm dứt vào năm 1924 khi Tổng thống Obregón đề cử ông Plutarco Elías Calles, một người vô thần, làm tổng thống kế nhiệm. Nhờ sự hậu thuẫn của chính quyền trung ương Tổng thống Calles, những người México theo phái Jacobin đã thực hiện nhiều chiến dịch thế tục hóa nhằm tiệt trừ những cái mà họ cho là "mê tín" và "cuồng tín", bao gồm việc sử dụng cách phàm tục các vật thể mang tính tôn giáo cũng như bách hại và giết chết các thành viên của hàng giáo phẩm.
Tổng thống Calles đã thi hành các điều khoản chống giáo quyền cách nghiêm ngặt trên phạm vi toàn quốc và thông qua nhiều điều luật chống giáo quyền trong nhiệm kỳ của mình. Vào tháng 6 năm 1926, ông đã ký ban hành "Luật Cải cách Bộ luật hình sự", còn được gọi cách không chính thức là đạo luật Calles. Luật này quy định hình phạt cụ thể đối với những ai vi phạm các điều khoản của Hiến pháp 1917. Chẳng hạn, những ai mặc phẩm phục giáo sĩ ở nơi công cộng, bên ngoài nhà thờ sẽ bị phạt hành chính 500 peso (tương đương 250 USD vào thời điểm đó) và các linh mục thực hiện hành vi phê phán chính quyền có thể bị phạt 5 năm tù giam. Một số bang còn thi hành các biện pháp đàn áp tôn giáo. Đơn cử như tại bang Chihuahua, chính quyền bang đã thông qua một đạo luật quy định chỉ 1 linh mục duy nhất được phép phục vụ toàn thể cộng đoàn giáo dân Công giáo tại bang này. Nhằm hỗ trợ việc thi hành luật trên, Tổng thống Calles đã cho tịch thu nhiều tài sản của nhà thờ, trục xuất các linh mục ngoại quốc về nước, đóng cửa nhiều tu viện nam, tu viện nữ và các trường học thuộc tôn giáo.